# Asclepias flava
Asclepias flava är en oleanderväxtart som beskrevs av Miguel Lillo. Asclepias flava ingår i släktet sidenörter, och familjen oleanderväxter. Inga underarter finns listade i Catalogue of Life.